# Neudorf (Kasendorf)
Neudorf (oberfränkisch: Nai-doaf) ist ein Gemeindeteil des Marktes Kasendorf im Landkreis Kulmbach (Oberfranken, Bayern). Neudorf liegt in der Gemarkung Azendorf.

## Geographie
Das Dorf liegt auf einem Hochplateau der Nördlichen Frankenalb. Unmittelbar nördlich befindet sich eine kleine Anhöhe (544 m ü. NHN), auf der sich ein Baum befindet, der als Naturdenkmal ausgezeichnet ist. Eine Anliegerstraße führt zur Staatsstraße 2190 (1,4 km westlich).

## Geschichte
Der Ort wurde 1286 als „Niwendorf“ erstmals urkundlich erwähnt. Demnach wurde Neudorf später angelegt als Kasendorf.
Gegen Ende des 18. Jahrhunderts bestand Neudorf aus 28 Anwesen und einem Gemeindehirtenhaus. Das Hochgericht übte zum Teil das bayreuthische Vogteiamt Kasendorf aus, zum Teil das Amt Sanspareil-Zwernitz. Das Vogteiamt Kasendorf hatte zugleich die Dorf- und Gemeindeherrschaft. Grundherren waren das Vogteiamt Kasendorf (7 Anwesen: 1 Hof, 1 Dreiviertelhof, 3 Halbhöfe, 1 Söldengut, 1 Tropfhaus), der bambergische Langheimer Amtshof (1 Hof mit 2 Wohnhäusern, 1 Tropfgütlein), das Giech’sche Amt Thurnau (12 Anwesen: 1 Hof, 1 Achtelhof, 1 Viertelhöflein, 2 Güter, 3 Gütlein, 2 Sölden, 1 Haus, 1 Tropfhaus), der Kollegiatstift St. Gangolf (5 Lehen) und die Pfarrei Kasendorf (1 Söldengütlein).
Von 1797 bis 1810 unterstand der Ort dem Justiz- und Kammeramt Sanspareil. Mit dem Gemeindeedikt wurde Neudorf dem 1811 gebildeten Steuerdistrikt Kasendorf und der 1812 gebildeten gleichnamigen Ruralgemeinde zugewiesen. 1818 wurde Neudorf der neu gebildeten Ruralgemeinde Azendorf zugewiesen. Am 1. Januar 1972 wurde Neudorf wieder nach Kasendorf eingegliedert.

### Einwohnerentwicklung
| Jahr      | 001809 | 001818 | 001861 | 001871 | 001885 | 001900 | 001925 | 001950 | 001961 | 001970 | 001987 |
| Einwohner | 109    | 113    | 123    | 142    | 141    | 123    | 92     | 113    | 89     | 104    | 79     |
| Häuser    |        | 22     |        |        | 24     | 24     | 22     | 21     | 20     |        | 21     |
| Quelle    | [ 11 ] | [ 8 ]  | [ 12 ] | [ 13 ] | [ 14 ] | [ 15 ] | [ 16 ] | [ 17 ] | [ 18 ] | [ 19 ] | [ 1 ]  |

## Religion
Neudorf ist seit der Reformation evangelisch-lutherisch geprägt und nach St. Johannes (Kasendorf) gepfarrt.